# Power Girl
Power Girl (egentligen Kara Zor-El, även känd som Karen Starr), ofta förkortat till PG, är en superhjälte från DC Comics, introducerad i All-Star Comics nr 58 i februari 1976.
Power Girl är Jord-2:s motsvarighet till Jord-1:s Supergirl och kusin till Kal-El. Som spädbarn sändes hon till jorden i samband med Kryptons undergång, samtidigt som sin kusin men hennes resa tog betydligt längre tid och hon anlände först i vuxen ålder. Power Girl har samma styrkor och egenskaper som Stålmannen och har genom åren förekommit i ett flertal av DC Comics större publikationer. Hennes egen tidning ges ut månadsvis sedan 2009. Power Girl har även varit en återkommande medlem i de viktigaste sammanslutningarna av superhjältar. Hon övertog tidigt Stålmannens plats i Justice Society of America och blev i ett senare skede dess första kvinnliga ledare. Efter DC Comics reboot i september 2011 är Power Girl Earth 2:s Supergirl (Kara Zor-El) som genom en serie händelser har blivit strandad på Prime Earth och försöker hitta ett sätt att återvända hem. Trots att Power Girl länge hade biroller i de flesta berättelser räknas hon som en av DC Comics populäraste figurer och förekommer ofta i samtida populärkultur.

## Fiktiv biografi

### Härkomst
Power Girls ursprung har varit föremål för upprepade förändringar Från början avsågs den att spegla Supergirls. Den första formella bakgrundsberättelsen skrevs av Paul Levitz och presenterades i Showcase #97-99 1978. Den har med viss förändring utgjort grunden för de flesta senare versioner. Den mest påtagliga förändringen skedde efter Crisis on Infinite Earths. I ett försök att renodla Stålmannen som den ende överlevande från Krypton reviderades Power Girls ursprung från grunden med en helt ny historia. Hennes nya identitet fick emellertid aldrig någon utförlig förklaring och blev med tiden full av motsägelser. Under Geoff Johns författarskap på 2000-talet reviderades Power Girl på nytt. Johns återställde inte bara Power Girls förflutna utan knöt även fast många lösa trådar som uppstått sedan 1976. Efter Flashpoint (2011) skrevs hennes historia om på nytt men följer i grova drag den första versionen.

#### Kryptons undergång
Kara Zor-L föddes på Krypton-2 strax före dess undergång. Hon var dotter till Zor-L och Alura In-Z, som i sin tur var bror respektive svägerska till Jor-L, Kryptons främste vetenskapsman och Kal-Ls far. När Zor-L upptäckte att planetens undergång var förestående byggde han en rymdfarkost som ett sista hopp för att rädda sin familj. Då Kara fortfarande var ett spädbarn sändes hon mot jorden i ett symbiosskepp vilket höll henne i dvala under resan och genom virtuell verklighet försåg henne med minnen av en fiktiv uppväxt på Krypton. Till skillnad från Kal-L som lämnade Krypton ungefär samtidigt tog Karas resa betydligt längre tid. När hon slutligen anlände till Jorden var hon i tjugoårsåldern. Hennes kusin Kal hade redan hunnit vara Stålmannen i flera decennier och var sedan länge gift med Lois Lane.
Kal och Lois tog hand om Kara under ett ospecificerat antal år för att hjälpa henne att anpassa sig till livet på jorden. Under den här tiden levde Kara ett näst intill normalt liv som en vanlig tonåring trots att hon kämpade med krocken mellan sin kryptoniska fostran under resan och den väsentligt annorlunda verkligheten på hennes nya hemplanet. Trots att Kal och Kara var jämnåriga kusiner betraktade hon honom som en fadersgestalt. Hon benämnde t.om. Lois och Kal som sin "faster" och "farbror", de i sin tur betraktade henne som sin fosterdotter.
I hemlighet lärde Kal upp Kara till superhjälte och så småningom avslöjade han hennes existens för omvärlden i form av Power Girl.

#### Atlantis
Efter Crisis rådde till en början viss förvirring kring Power Girls ursprung då Jord-2:s och dess universum hade upphört att existera. Hennes bakgrund reviderades därför radikalt. Inledningsvis antogs hon liksom tidigare vara kusin till Stålmannen men snart uppdagades att hon i själva verket hade sitt ursprung i Atlantis . Kara blev barnbarn till magikern Arion och hade sedan späd ålder befunnit sig i dvala i en form av interdimensionell limbo under årtusenden, men bara åldrats 20 år. Arion lämnade en del av sitt eget medvetande att vaka över Kara och på så vis försett henne med falska minnen av Krypton. Enligt denna tolkning var Kara 22 år vid återkomsten till jorden och hennes superkrafter var ett resultat av magi trots att hon själv inte besatt några magiska kunskaper. PG:s nya härkomst fick ett svalt mottagande men förblev kanon under närmare två decennier.

#### Åter till Krypton
Karas atlantiska börd förklarades aldrig speciellt utförligt och olika författare kom genom åren med motstridiga uppgifter. Den fick även ett allt sämre mottagande bland läsarna, speciellt efter Zero Hour (1994). Med JSA vol 1 (2002-2006) påbörjade Geoff Johns en successiv retcon av Power Girls historia som till en början utgjordes av flashbacks från hennes gamla liv på Jord-2. Ett väsen som utgav sig för att vara Arions ande berättade för Power Girl att de inte var släkt med varandra. I upprinnelsen till Infinite Crisis kretsade intrigen delvis kring tveksamheter om PG:s ursprung, där hennes fysik oförklarligt förändrades från en dag till en annan. Doctor Mid-Nite upptäckte att hennes krafter var av biologisk art, inte magiska som förmodat. Under Infinite Crisis (2006) återförenades Kara med Kal-L och Lois Lane vilket återställde hennes minnen av Jord-2 och Krypton. Därmed återställdes även hennes härkomst enligt den ursprungliga kronologin. Geoff Johns lanserade även en ingående beskrivning av flykten från Krypton där Zor-L från början avsåg att rädda sig själv liksom sin familj men då katastrofen inträffade tidigare än beräknat hann han bara bygga en mindre prototyp av sitt rymdskepp, tillräckligt stort för att rymma Kara ensam. Johns angav även resans längd till nio år enligt Kryptons tideräkning, motsvarade arton år på jorden. Tidigare författare hade angett allt mellan tjugo och sextio år.
Följetongerna 52 och One Year Later (2007) införde några justeringar av berättelsen. Där bekräftades ånyo hennes ursprung som överlevande från Jord-2 men som en biverkning av multiversums kollaps hade hon även minnen av att ha levt tillsammans med Martha och Jonathan Kent på New Earth i unga år.

#### The New 52, Kara Zor-El
I september 2011 genomförde DC Comics en omfattande reboot av hela sitt universum där de flesta medverkandes historia återställdes. Enligt den nuvarande kronologin heter Kara Zor-El i efternamn istället för som tidigare Zor-L. Hittills har få detaljer avslöjats om hennes tidigaste levnadsår mer än att hon, liksom i den ursprungliga berättelsen, anlände från Krypton till Earth 2 åtskilliga år efter sin kusin. Det antyds att hon var i tonåren vid ankomsten och att hon har levt tillsammans med Lois Lane och Stålmannen sedan dess. När historien tar sin början i World's Finest #0 (2012) är Kara omkring tjugo år och Earth 2:s Supergirl men har ännu inte avslöjats för världen. Hon lever ett skyddat liv i den mikronesiska övärlden under kärleksfull men sträng tillsyn av sin kusin som blivit överbeskyddande efter att Lois Lane dödats av Darkseids parademoner. Kara räddar vid ett tillfälle Batmans och Catwomans dotter Helena Wayne (Robin) och de båda utvecklar snabbt en nära vänskap, vilket även blir upptakten till Karas framtida äventyr.

### Historia som Power Girl (Kara Zor-L)

#### Tidiga äventyr
Power Girls debut som superhjälte skedde i All-Star Comics nr. 58 i februari 1976. I tidiga berättelser utgjorde hon ofta bifigur åt någon av Justice Societys medlemmar, för att med tiden stå på egna ben. Hon blev så småningom fullvärdig medlem av JSA efter att Stålmannen överlåtit sin plats. Power Girl ingick i den ordinarie ensemblen i All-Stars ända fram till att titeln lades ner 1978 men förblev medlem i JSA och gästspelade i flera titlar fram till och med 1984 då hon var med om att bilda Infinity Inc. tillsammans med bland andra Huntress, hennes närmsta väninna. PG deltog regelbundet i de crossovers som förekom årligen mellan JSA och Jord-1:s Justice League of America.
I de tidiga äventyren visar PG på svårigheter att anpassa sig till sin nya värld, då hon uppfostrats enligt kryptonisk sed under resan till jorden. Med Andrew Vinsons hjälp lyckades hon så småningom skapa en civil identitet som Karen Starr. Under Crisis on Infinite Earths deltar PG i kampen tillsammans med övriga superhjältar och var den till synes enda från Jord-2 som överlevde händelserna.

#### Efter Crisis on Infinite Earths
Som ensam överlevande från Jord-2 reviderades PG:s bakgrundshistoria från grunden. Hon genomgick en successiv personlighetsförändring och fick med tiden en hårdare framtoning. Då JSA upphörde efter Crisis blev PG istället medlem i Justice League of America. När JLA delades upp i två grenar 1989 ingick PG i det nya Justice League Europe (senare Justice League International). Vid samma tid förändrade hon sitt utseende och började bära en heltäckande dräkt med gul dekor. Ytterligare en make over skedde något år in på 90-talet. I JLE nr.9 (december 1989) blev PG allvarligt skadad i strid med Gray Man och var mycket nära att dö men räddades av Stålmannen som använde sina superkrafter för att operera hennes annars osårbara kropp. Därefter följde en period när PG var märkbart försvagad och t.ex. inte kunde flyga innan hon hade tillfrisknat helt. Under sin konvalescens adopterade PG en enögd katt som blev en återkommande figur i framtida berättelser.
I JLE nr 52 (1993) upptäckte Power Girl att hon var gravid. Under den följande crossovern Zero Hour (1994) föder hon med Wonder Womans hjälp en son, Euqinox. Equinox växte onaturligt snabbt och var vuxen redan efter ett par år. Han försvann dock efter JLA nr 108 (februari 1996) och har inte setts sedan dess. PG:s graviditet var länge ett mysterium som fick sin förklaring längre fram i Justice League med att hennes farfar Arion både var far till barnet (genom magi) och även räddade PG under Crisis med syftet att skapa en arvinge. Historien anses som kontroversiell bland fans och väckte på sin tid starka reaktioner när Arions inblandning blev känd på grund av de incestuösa inslagen. I och med Infinite Crisis raderades Equinox liksom övriga inslag kopplade till PG:s atlantiska härkomst från DC Comics kronologi.

#### Infinite Crisis och Justice Society of America
Power Girl var Oracles (Barbara Gordon) första medhjälpare. Deras samarbete blev kortvarigt efter att ett uppdrag gick snett och ett flertal oskyldiga dödades, för vilket PG gav Oracle skulden då hon ansåg att Oracle hade visat prov på dåligt ledarskap. Deras förhållande blev frostigt under lång tid även om PG vid några tillfällen ställde upp för Oracle på nytt. Hon avböjde däremot ett erbjudande att gå med i Birds of Prey. Det framgår i Birds of Prey #35 (2002) att PG hade svåra skuldkänslor efter katastrofen och hade svårt att lägga händelserna bakom sig.
När Justice Society of America återbildas blev Power Girl så småningom medlem. Under ett uppdrag mötte hon än en gång Arion som i ett kryptiskt uttalande avslöjade att de inte alls var släkt men att han lovat Karas mor att beskydda henne. En kort tid efteråt blev Power Girl på nytt svårt skadad efter att ha blivit skjuten av Crimson Avenger och var nära att dö av skadorna. Hon räddades till livet av Doctor Mid-Nite men kände ångest och kommenterade att hon behövde skaffa sig ett liv utanför kretsen av superhjältar. I JSA Classified nr.1-4 (2005) visade PG tecken på depression, isolering och är uppenbart förvirrad över sitt motsägelsefulla förflutna. Från Psycho Pirate, som försökte utnyttja hennes utsatthet fick hon veta sanningen om sig själv som överlevande från Jord-2 men lät sig inte övertygas helt eftersom hon misstänkte att det var ett av hans försökt att manipulera henne.
PG blev därefter en centralfigur under de följande händelserna i Infinite Crisis. Hon återförenades med sin familj från Jord-2 och fick tillbaka sina minnen av densamma. Efter att multiversum återskapades var PG en av hjältarna som försökte stoppa Alexander Luthor och Superboy Prime. Under kampen drabbades PG av en ny tragedi när hennes återfunna kusin Kal-L skadades svårt av Superboy Prime under slutstriden och dog i hennes famn. Power Girl som nu var ensam på nytt tog händelsen mycket hårt.
Under One Year Later antog PG tillfälligt ett nytt alias som Nightwing (ej att förväxla med Dick Grayson) för att hjälpa invånarna i New Kandor, tillsammans med Supergirl (Kara Zor-El) i skepnad av Flamebird. De misslyckades först och Supergirl tvingades rädda Power Girl som blivit tillfångatagen av Ultraman (förklädd till Kal-El). Sedan Supergirl avslöjat Ultraman valde hon att lämna New Kandor, medan PG insisterade på att de skulle stanna för att störta Ultraman en gång för alla. Supergirl tvingade till slut bort PG från New Kandor. Händelsen tärde på förhållandet mellan de båda superhjältinnorna vars relation var ansträngt redan från början.
Väl tillbaka på jorden axlade Power Girl rollen som ledare för JSA. Bland hennes första uppgifter blev att hjälpa Jord-22:s Stålmannen som nyligen anlänt till New Earth, att komma tillrätta i sin nya värld. Efter att till en början ha varit fientlig mot honom på grund av hans likhet med Kal-L började hon så småningom reflektera över sitt eget förflutna och insåg att hon behövde bearbeta sorgen över sin döde kusin.

#### Nystart och JSA All-Stars
Något år efter Infinite Crisis började Kara försöka återfå kontrollen över sitt privatliv som Karen Starr. Hon lyckades köpa tillbaka sitt företag Starrware Labs och mötte ungefär samtidigt en ung superhjältinna vid namn Atlee, den tredje Terra, som hon tog under sitt beskydd. I Power Girls första regelbundet utkommande egna tidning, Power Girl vol 2 (2009-2011) framträdde en djupare och mer personlig Kara än tidigare samtidigt som äventyren blev mer varierade och märkbart lättsammare i tonen. Vid sidan av sitt företag fortsatte PG att leda JSA för en tid men klev senare åt sidan för att leda ett team av superhjältar, JSA All-Stars. I The Blackest Night (2009-2010) drabbades PG på nytt av ett personligt trauma efter att Black Lantern Corps återupplivade Kal-L för att använda honom som vapen mot JSA. Stålmannen och Superboy lyckades besegra honom, men när PG såg vad som hänt med hennes älskade kusin bröt hon samman och svor på att krossa de som förvandlat honom till ett monster. Efter detta insåg Power Girl att hennes kusins kropp för alltid skulle förbli ett farligt vapen så länge den existerade. Hon såg därför till att förstöra Kal-L:s kvarlevor för alltid.
Justice League: Generation Lost blev den sista följetongen för såväl Power Girl som för resten av JSA före DC Comics reboot 2011. I Generation Lost samlades superhjältarna på PG:s initiativ för att spåra Ted Kords mördare, den tidigare ledare för JLI - Maxwell Lord som återupplivades efter The Blackest Night. Lord hade under åratal manipulerat superhjältarna att glömma hans existens, bara Booster Gold som var Kords närmaste vän hade undvikit att låta sig påverkas. Med Boosters hjälp lyckades Power Girl så småningom bevisa Lords existens och övertyga de båda Batman (Bruce Wayne och Dick Grayson) att hon menade allvar.

## New 52 (Kara Zor-El)
Karen Starr introducerades som en av de första karaktärerna i den nya kronologin efter Flashpoint i det första numret av Mister Terrific Vol 1 i september 2011, där hon hade ett förhållande med huvudpersonen Michael Holt. Utöver att Karen fortfarande är chef för Starr Enterprises avslöjas mycket lite om henne. Efter att ha stulit avancerad kvantteknik från Holt försvinner hon mystiskt. I samband med att DC lanserade en andra våg serier under sommaren 2012 blev Power Girl tillsammans med Huntress huvudpersoner i titeln Worlds Finest, vars första nummer utkom i maj 2012. Där avslöjas att de båda hjältinnorna är ensamma överlevande från Earth 2 som drabbats av en katastrof och deras historia kretsar kring att hitta ett sätt att ta sig hem såväl som att finna sig tillrätta i sin nya värld.

### Supergirl
Kara Zor-El anlände till Earth 2 liksom i den tidigare historien ett antal decennier efter sin kusin Kal-El där hon växer upp med densamme och hans fru Lois Lane som fosterföräldrar. När berättelsen tar sin början är Kara i övre tonåren och sin världs Supergirl. Jord-2 hotas av invasion av Darkseids styrkor som redan har hunnit angripa Metropolis i ett försök att bekämpa Stålmannen, men lyckades istället döda Lois. Kara lever ett sedan dess ett skyddat liv i den mikronesiska övärlden där hon tränas av Stålmannen inför ett kommande liv som hans följeslagare. Stålmannen har blivit överbeskyddande mot sin enda levande släkting efter Lois död, vilket tär på förhållandet mellan de båda kusinerna. När Kara en kväll hör en nödsignal från Batman tar hon tillfället i akt att lämna sin slutna värld och skyndar mot Gotham City. Väl där ser hon Batman förtvivlat hopsjunken över Catwomans döda kropp utanför en brinnande byggnad i vilken Robin, tillika parets dotter Helena, är fångad i lågorna. Kara griper in och räddar Helena från vad som visar sig vara mer än en vanlig brand, de blir anfallna av soldater med utomjordisk teknologi. Väl i säkerhet anförtror sig flickorna till varandra och inser att de båda nyligen har förlorat sina mödrar, vilket blir början på en nära vänskap.
En tid senare anfaller Darkseid. Jordens samlade superhjältar samlas för att slå tillbaka invasionen vilket resulterar i en strid av bibliska proportioner där de flesta av hjältarna, inklusive Stålmannen och Batman går under. Supergirl har av Stålmannen utsetts att vakta jordens sista kärnvapenreserv på Nya Guinea och undviker därmed att dödas men när hon på avstånd hör sin kusin skrika av smärta vänder hon mot Metropolis dit även Robin är på väg i samma stund. Väl där förföljer Supergirl och Robin någon de tror vara Darkseids allierade Steppenwolf in i en portal men när de hinner ikapp sluts portalen bakom dem och de kastas in en våldsam virvel som sliter sönder Robins Bat Plane och slår Supergirl medvetslös. I nästa ruta öppnas portalen över ett okänt hav. Kara är fortfarande medvetslös men räddas upp på stranden av Robin. När hon till slut återfår medvetandet och uppgivet inser att alla både Batman och Stålmannen är döda, håller Helena upp en tidning framför henne vars omslag pryds av en mycket ung Stålmannen som nyligen gjort entré på Prime Earth. De inser att portalen har fört dem till en annan värld.
Med hjälp av pengar som Helena stulit från Bruce Wayne  inleder hon och Kara sina nya liv medan de grubblar över vad de ska göra härnäst. Kara är besatt av tanken på att återvända till Earth 2 och är övertygad om att hon kan hitta ett sätt bra hon kan komma över rätt teknologi. Hon har till en början svårt att ta till sig tekniken då det visar sig att Prime Earth har upplevt en något annorlunda teknisk utveckling än Earth 2. Inspirerad av en artikel om Bill Gates med rubriken "Om du inte kan bygga det, köp det!" bestämmer sig Kara för att göra detsamma. Med hjälp av sina återstående pengar, superkrafter, sitt tekniska kunnande och inte minst sin kvinnliga charm bygger hon på rekordtid upp ett företagsimperium, Starr Enterprises där hon samlar en kader av framstående forskare för att hitta tekniken som kan öppna vägen tillbaka till Earth 2. Under tiden inleder Helena en karriär som maskerad brottsbekämpare, Huntress.

### Power Girls återkomst
Under sitt femte år på Prime Earth beslutar Kara att återuppta sin gamla roll som superhjälte och skapar i hemlighet Power Girl. I samband med att Starr Enterprises laboratorium i Tokyo angrips av en mystisk varelse får hon tillfälle att avslöja sin nya identitet för Helena. I fortsättningen uppträder de tillsammans som Power Girl och Huntress men undviker övriga superhjältar för att kunna följa sin egen agenda obehindrat. Det dröjer inte länge förrän de inser att de inte är de enda överlevande från Earth 2 och att någon eller någonting förföljer dem.

## Personlighet

### Kara Zor-L
Sedan Power Girls debut 1976 har hon genomgått ett flertal förändringar av såväl utseende och ålder som personlighet. Hon har konsekvent varit en stark, stolt, frigjord och oberoende kvinna med ett ofta lynnigt humör och svart humor. Hon har hög IQ och är tekniskt begåvad. Kara har även varit en uttalad feminist sedan dag ett, hon är mycket väl medveten om att hon kan lika bra som alla andra och sällan sen att bevisa det. I superhjältarnas mansdominerade värld får hon ofta påpeka detta faktum och under de första åren blev hon ofta osams med manliga allierade som trodde sig veta bättre än henne.
Den tidiga Power Girl var betydligt lättsammare än senare tolkningar, ofta ungdomligt impulsiv men varmhjärtad.
Efter Crisis on Infinite Earths blev hon märkbart tuffare och de feministiska dragen fick en aggressivare framtoning, liksom hennes humör. Det märks speciellt i serierna från Justice League Europa-epoken där Karas häftiga humörsvängningar ofta fungerade som ett komiskt inslag. Under samma period kunde hon vara nästan dumdristigt övermodig men efter att hon skadades svårt och nästan dog blev hon försiktigare, åtminstone för en tid. Hon blev med tiden mindre impulsiv och mer beräknande men kaxigheten bestod så länge Justice League International existerade, liksom de ständiga vredesutbrotten. I äventyren från tiden kring JSA:s tillkomst och senare uppträder Kara som mindre extrovert och märkbart kyligare. En mer komplex personlighet började sedan växa fram några år in i JSA-eran. Att hon på nytt var nära döden fick henne att börja öppna upp och bli ödmjukare, liksom de alltmer komplicerade förhållandena kring hennes identitet som ledde till att hon började grubbla. Efter Infinite Crisis börjar hon så smått närma sig sitt ursprungliga jag igen.
Kara har en förmåga att bli osams med personer i sin omgivning, inte sällan på grund av hennes egen stolthet. Genom åren har det flera gånger lett till att hon kommit på kant med andra superhjältar. Indirekt ledde det även till att hon förlorade kontrollen över sitt företag Starwarre Industries. Med tanke på att hon förlorat båda sina familjer (den ena inte mindre än två gånger) och två hemplaneter känner sig Kara ofta ensam eller malplacerad. Hon har fått kämpa med att anpassa sig till sin omvärld vid upprepade tillfällen, mest påtagligt efter ankomsten till jorden och i samband med sina identitetskriser vilket kan förklara hennes kyliga sätt.
Men hon kan vara precis lika charmig som bitsk och är verbal nog att kunna prata sig ur de flesta knipor. Trots sin ofta kyliga framtoning värnar Kara om de svaga och utsatta. Hon tycks även ha en välgrundad tro på människor i grunden är goda. Efter att ha sålt Starwarre använde Karen Starr en stor del av sin intjänade förmögenhet till välgörenhet, främst i form av en fond för föräldralösa barn. Det finns även exempel på hur hon griper in mot mobbare eller försöker omvända brottslingar till ett bättre liv, till och med hårdnackade superskurkar som Ultra-Humanite.

### Kara Zor-El
New 52 visar upp en något annorlunda Kara. Yngre, kvickare och fräckare. Hon har växt upp i en skyddad miljö och plötsligt fått en enorm frihet som hon inte är sen att utnyttja. Den nya Kara älskar att få uppmärksamhet. Till skillnad från tidigare har hon inte heller några betänkligheter mot att utnyttja sitt attraktiva utseende för att få sin vilja fram mot främlingar. Det antyds t.ex. att hon gått sängvägen för att komma över industrihemligheter. Hon inledde bevisligen ett förhållande med Michael Holt av just den anledningen.
Karas tidigare så korta stubin har dämpats något, hon är betydligt mer tolerant mot omgivningen fast inte sällan genom att helt enkelt nonchalera den.
Liksom sin kompanjon Helena undviker Kara helt kontakt med övriga superhjältar. Hon uppträder helt autonomt och främst i egna syften, men när det verkligen krävs griper hon förstås in. Kara saknar djupt sin kusin Kal även om hon sällan visar det utåt och känner stark olust inför att möta hans motsvarighet på Earth Prime. Olusten ökar betydligt när hennes interdimensionella tvilling Supergirl anländer.
Som Power Girl är Kara något impulsivare än tidigare, men tycks ha samma moraliska värderingar kring våld mot levande varelser. Det hindrar henne dock inte från att sparka den tioårige Damian Wayne hårt i baken vid ett tillfälle! Kara värderar sina allra närmaste högt och är beredd att gå mycket långt för att skydda Helena.

## Alternativa versioner
- Den första gången namnet Power Girl användes av DC Comics var i Lois Lane's Super Dream, publicerad i Superman #125 i november 1958. Lois Lane drömmer, efter att ha fått ett slag i huvudet, att hon och Clark Kent är superhjältar, Power Man och Power Girl. I den här berättelsen bär Lois en röd peruk som en del av sin förklädnad, vilket Senare Karen Starr började göra i sin civila identitet i Power Girl Vol 2[19]. Vid tiden för Lois Lane's Super Dream hade Kara Zor-El ännu inte introducerats i serierna, vilket skedde först i maj 1959.

- I Ame-Comi Girls av Jimmy Palmiotti och Justin Grey, en alternativ värld med enbart kvinnliga superhjältar baserad på en serie samlarfigurer från DC Comics[20], är Power Girl sitt universums motsvarighet till Stålmannen. I den här versionen heter hon Kara Zor-El, är dotter till Jor-El och kusin till Supergirl. Hennes krafter är inte beroende av gult solljus till skillnad från de flesta andra tolkningar. Power Girl bryr sig här inte om att upprätthålla någon hemlig identitet men är trots det chef över Starrware som bygger sin verksamhet kring kryptonisk teknologi.

## Tolkning i andra medier

### TV
- DC Animated Universe refererar upprepade gånger till Power Girl trots att hon själv inte förekom i serien. Galatea som i Justice League Unlimited (2004-2006) är en klon av Supergirl har en slående likhet med Power Girl, inklusive en snarlik vit dräkt. Vid ett tillfälle bär hon en röd handduk över ena axeln på ett sätt som liknar Power Girls mantel. 
I DCAU har även Supergirl lånat drag från Power Girl. Hon uppger sig vara adopterad kusin till Stålmannen och presenterar sig vid ett tillfälle som Karen. Supergirl sägs även ha befunnit sig i dvala under lång tid i ett avsnitt av Superman: the Animated Series (1996-2000), vilket vid tidpunkten inte hade skrivits in i Supergirls officiella historia.

- En flicka kallad Kara som uppger sig komma från Krypton förekommer i den tredje säsongen av Smallville. I ett obekvämt ögonblick presenterar Clark inför Lana Lang Kara som sin kusin, trots att så inte var fallet. "Kara" som egentligen hette Lindsey bar vitt i enlighet med seriens tradition att klä framtida superhjältar i färger som återspeglade deras kostymer.

- Power Girl är ett av flera namn som Lois Lane föreslår för Supergirl i den tionde säsongen av Smallville. Bland extramaterialet i DVD-utgåvan av samma säsong finns ett fiktivt nummer av Daily Planet i vilket Alan Scott nämner såväl Karen Starr som Starrware.

### Film
- Power Girl, med röst av Allison Mack har en av huvudrollerna i den animerade filmen Superman/Batman: Public Enemies (2009), till stor del baserad på Joseph Loebs serie Superman/Batman från 2004.[21]
- Power Girl gör en mindre cameo som skurk i en alternativ verklighet i Justice League: Crisis on Two Earths (2010).

### Spel
- I DC Universe Online är Power Girl en icke spelbar karaktär med röst av Adriene Mischler. Hon finns även som spelbar karaktär i Legends PvP-läget.
- IOS-versionen av Injustice: Gods Among Us innehåller ett cameoframträdande av Power Girl.

### Övrigt
- Huvudpersonen i The Pro från 2002 har tydliga likheter med Power Girl, inklusive en snarlik dräkt och vissa personlighetsdrag. The Pro, skriven av Garth Ennis i samarbete med Jimmy Palmiotti och tecknad av Amanda Conner, driver med superhjältar som företeelse och innehåller åtskilliga referenser till DC Comics karaktärer. Palmiotti och Conner refererar i sin tur till The Pro i Power Girl Vol 2 genom återanvändning av enstaka bildrutor och repliker.

- Den amerikanska TV-kanalen G4 sände 2010 som en del av programserien Attack of the Show en serie sketcher med Power Girl spelad av Carrie Keagan. Hon uppträder i mer eller mindre absurda vardagssituationer med andra superhjältar, som regel framställd som en stereotyp dum blondin. I en sketch försöker hon t.ex. övertyga sina kompanjoner att Kevin Bacon är gjord av bacon. Power Girl förekom under seriens lopp även som partner till den fiktiva hjältinnan Bustice.